# Listă de jurnaliști români
Aceasta este o listă de jurnaliști români notabili, în ordine alfabetică.

## A
- Adrian Artene[1]
- Ramona Avramescu
- Anca Alexandrescu
- Horia Alexandrescu[2]

## B
- Badea Radu Alexandru
- Petre Mihai Băcanu

## C
- Ciprian Ciucu
- Petru Codrea
- Alexandru Costache
- Vitalie Cojocaru
- Alexandru Constantin
- Ion Cristoiu

## G
- Cristian Ghinea
- Alina Grigore Jurnalist TV
- Dana Ghera (Grecu)

## H
- H.D. Hartmann
- Paula Herlo [3]

## L
- Vlad Robert Lutic

## M
- Romulus Maier
- Lucian Mîndruță

## N
- Rareș Năstase, jurnalist și realizator de emisiuni TV [4]

## P
- Irina Păcurariu, realizatoarea emisiunii "Culoarele puterii" [5][6][7][8][9][10][11][12][13][14]
- Adrian Prodan (2004-2006), (2008-2013)
- Adelin Petrișor
- Lucian Pîrvoiu

## T
- Dan Turturică

## U
- Anton Uncu, Redactor șef la "România liberă", "Momentul", "Informația Bucurestilor" și "Curentul" [15][16][17][18][19]